# 3º Gruppo artiglieria missili "Volturno"
Il 3º Gruppo artiglieria missili "Volturno" è stato un reparto di artiglieria missili dell'Esercito Italiano, fondato nel 1975 e attivo fino al 1992, era inquadrato nella 3ª Brigata missili "Aquileia". Stanziato a Oderzo nella caserma "Zanusso" e a Codognè nella caserma "Pietro Maset", era un reparto bivalente, ossia poteva utilizzare sia munizionamento convenzionale che nucleare.

## Storia

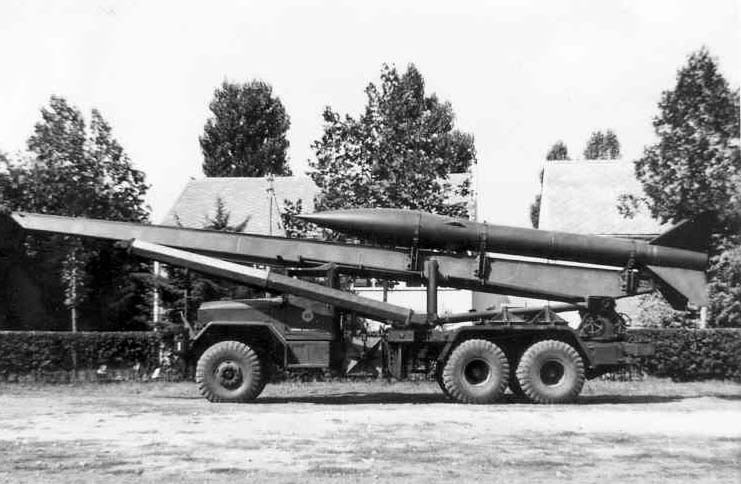
1966. Missile Tattico "Honest John" MGR-1 della Scuola di Artiglieria di Bracciano

Il Reparto principale della III Brigata Missili fu il 3º Reggimento Artiglieria Pesante, costituito il 1º novembre 1955.
La storia vera e propria del 3º Reggimento Artiglieria Missili inizia con la costituzione dei primi due Gruppi Lanciarazzi nati in seno al 3º Reggimento Artiglieria Pesante.
Se si vuole ricercare un'origine storica del 3º Reggimento Artiglieria Missili, bisogna affidarsi alle vicende storiche del 3º Reggimento Artiglieria Pesante, che trae origine dal Risorgimento e si rifanno alle gesta delle “Batteria da Piazza” e delle “Compagnie da Fortezza” che partecipano, nel 1860 e nel 1861, alla Battaglia del Volturno, agli assedi di Capua, Gaeta e Messina con i volontari di Giuseppe Garibaldi e successivamente, nel 1895 e 1896 alla Campagna d’Abissinia.
Con le predette Unità è costituito in Bologna il 1º ottobre 1910, in base alla Legge del 17 luglio 1910 ed in virtù del successivo Regio Decreto del 9 agosto 1910, l'8º Reggimento Artiglieria da Fortezza, che invia una propria batteria alla guerra italo-turca.
L'8º Reggimento Artiglieria da Fortezza fu composto su 4 Compagnie:
- 1ª Compagnia, la quale era la 12ª Compagnia del soppresso 1º Reggimento Artiglieria da Fortezza;
- 2ª Compagnia, la quale era la 13ª Compagnia del soppresso 1º Reggimento Artiglieria da Fortezza;
- 3ª Compagnia, di nuova costituzione;
- 4ª Compagnia, la quale era la 5ª Compagnia Operai.

Il 1º maggio 1911, per Regio Decreto del 13 aprile 1911, furono incorporate nell'8º Reggimento Artiglieria da Fortezza:
- 8ª Compagnia, la quale era la 10ª Compagnia del 7º Reggimento Artiglieria da Fortezza;
- 9ª Compagnia, la quale era la 11ª Compagnia del 7º Reggimento Artiglieria da Fortezza.

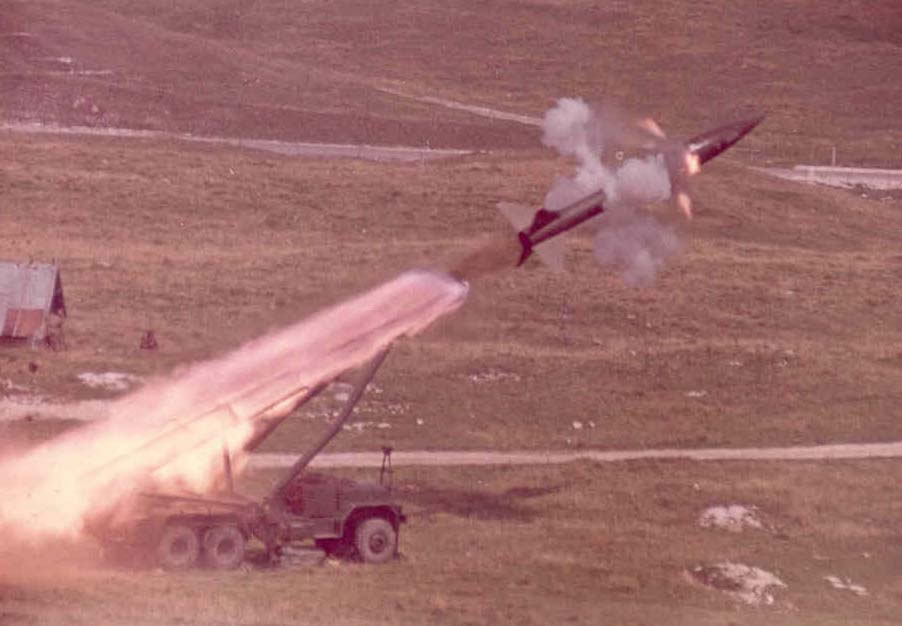
1966. Lancio di un missile Honest John sull'altopiano di Asiago

Alla prima guerra mondiale l'8º Reggimento Artiglieria da Fortezza prende parte con proprie Batterie d'ogni calibro, intervenendo e distinguendosi:
- nel 1916: inizialmente nel medio e basso Isonzo e successivamente in Trentino;
- nel 1917: nelle azioni sul Monte Grappa, sul Monte Podgora, sulla Bainsizza e sul Carso, contribuendo alla conquista del Sabotino e di Gorizia;
- nel 1918: nei combattimenti sull'Altopiano di Asiago e sul Monte Grappa, nella Battaglia del Piave e, infine, nell'Offensiva di Vittorio Veneto.

Alcune sue unità opereranno anche fuori del territorio nazionale in Francia e nei Balcani.
Il 1º marzo 1920, per gli effetti del Regio Decreto nº 2143 del 21 novembre 1919, l'8º Reggimento Artiglieria da Fortezza assunse la denominazione di 6º Reggimento Artiglieria Pesante.

1966. Approntamento di un missile Honest John della III Brigata Missili "Aquileia"

Alle preesistenti sei Batterie (1º, 2º, 3º 4º, 8º e 9º), altre tre Compagnie furono assegnate al 6º Reggimento Artiglieria Pesante con Regio Decreto del 18 giugno 1922:
- 5ª Batteria;
- 6ª Batteria;
- 7ª Batteria.

Il 30 giugno 1923, per gli effetti del Regio Decreto del 7 luglio 1923, 6º Reggimento Artiglieria Pesante assunse la denominazione di 6º Reggimento Artiglieria Pesante Misto e fu ordinato su 5 Gruppi, di 3 batterie ciascuno.
Il 31 ottobre 1926, per gli effetti della Legge dell'11 marzo 1926, il 6º Reggimento Artiglieria Pesante Misto assunse la denominazione di 3º Reggimento Artiglieria Pesante.
Il 1º ottobre 1934 il 3º Reggimento Artiglieria Pesante assunse la denominazione di 3º Reggimento Artiglieria d'Armata.
Nel 1935 il 3º Reggimento Artiglieria d'Armata concorse con un suo Comando di Raggruppamento, un Comando di Gruppo e due Batterie alla Guerra in Africa Orientale e partecipò alla seconda guerra mondiale nelle operazioni alla Frontiera Orientale ed in Veneto
Il 3º Reggimento Artiglieria d’Armata sciolto a seguito dell'Armistizio dell'8 settembre 1943, fu ricostituito il 1º novembre 1955, per trasformazione del 3º Reggimento Artiglieria Pesante Campale, con la denominazione di 3º Reggimento Artiglieria Pesante ed il 13 dicembre 1955 riceve la Bandiera di Guerra.
Il 10 gennaio 1959 44 artiglieri del 3º Reggimento Artiglieria Pesante furono selezionati ed ospitati presso la S.E.TA.F. nella Caserma "Carlo Ederle" di Vicenza per familiarizzarsi col nuovo sistema d'arma, il missile nucleare tattico MGR-1 "Honest John".

L'addestramento dei militari italiani con il 77th F.A.Bn. - Field Artillery Battalion durò 55 giorni.

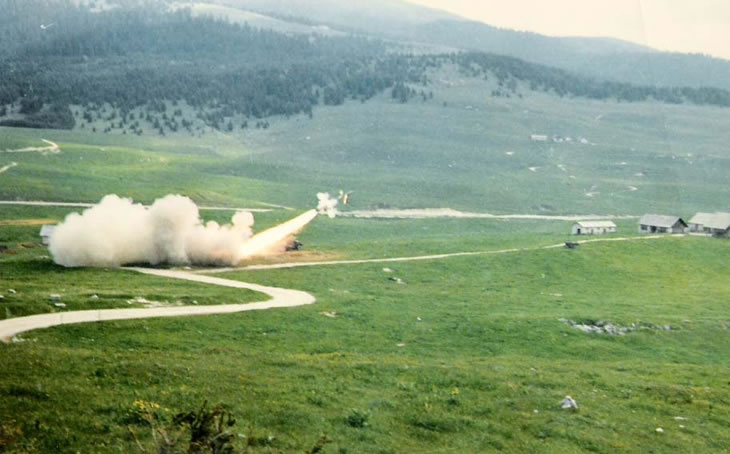
1966. Lancio di un missile Honest John sull'altopiano di Asiago

Il 25 febbraio 1959, alle ore 10:21, avvenne il primo lancio di un missile tattico MGR-1 "Honest John" (tradotto in “Giovanni il virtuoso”) da parte dei 44 militari italiani addestrati, dal litorale adriatico di Bibione, ripetuti poi nelle campagne di lancio annuali effettuate sull'altopiano di Asiago o in Sardegna.

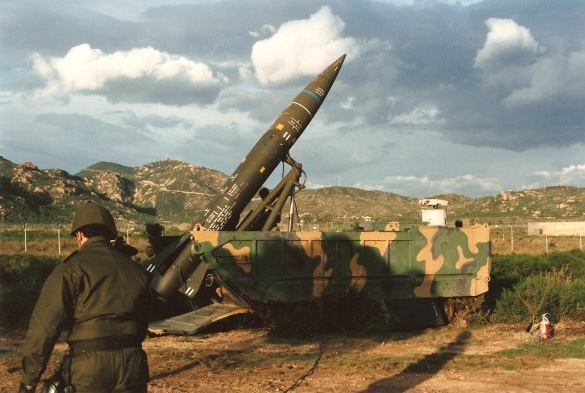
1990. Approntamento di un missile Lance durante la campagna di lancio in Sardegna nel poligono di Capo San Lorenzo

In seno al 3º Reggimento Artiglieria Pesante il 1º marzo 1959 furono costituiti i primi 2 Gruppi Missili dell'esercito italiano: il I ed il II Gruppo Lanciarazzi da 762/mm per trasformazione dei 2 precedenti I e II Gruppo Artiglieria Pesante armati con Cannoni da 155/45, del 3º Reggimento Artiglieria Pesante.
Il 30 settembre 1959 il 3º Reggimento Artiglieria Pesante fu rinominato 3º Reggimento Artiglieria Pesante Missili.
Il 15 novembre 1960 fu costituito il III Gruppo Lanciarazzi.
Il 31 gennaio 1962 il 3º Reggimento Artiglieria Pesante Missili fu rinominato 3º Reggimento Artiglieria Missili ed i 3 Gruppi Lanciarazzi rinominati Gruppi Artiglieria Missili.
Il 15 novembre 1962 fu costituito il IV Gruppo Artiglieria Missili.

Ogni Gruppo Lanciarazzi prima Artiglieria Missili poi disponeva di 3 autocarri con rampa di lancio ed i 4 Gruppi d'artiglieria furono dislocati a Elvas, Oderzo, Codognè e Portogruaro.

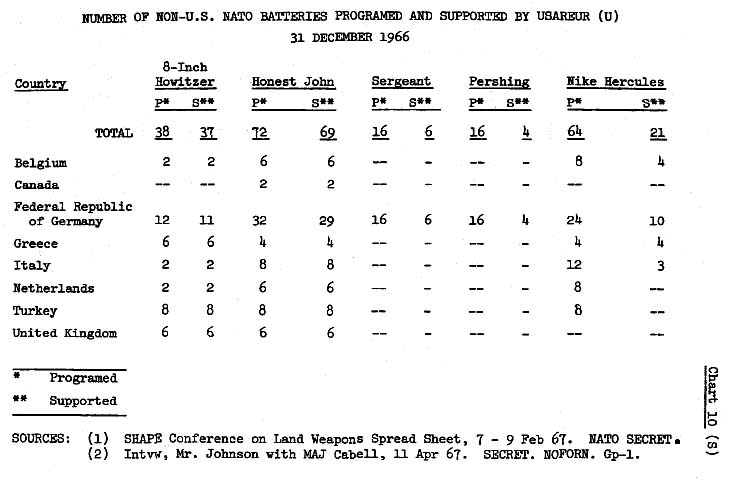
Batterie con capacità nucleare supportate dal SASCOM - Special Ammunition Support Command del USAEUR United States Army Europe & Seventh Army al 31 dicembre 1966

Alla data del 31 dicembre 1966 erano presenti in Italia le seguenti batterie in ambito NATO supportate dal SASCOM - Special Ammunition Support Command del USAEUR United States Army Europe & Seventh Army:
- 2 batterie armate con obice da 203/25 (M-115 - 8 Inch howitzer), delle 2 batterie programmate;
- 8 batterie armate con MGR-1 "Honest John", delle 8 batterie programmate.

Tra l'estate 1973 e l'estate 1975 il 3º Reggimento Artiglieria Missili viene interessato da un intenso processo di modernizzazione soprattutto per il cambio del sistema d'arma, dal MGR-1 "Honest John" al nuovo MGM-52 "Lance".
Nell'estate 1974, dopo la frequenza di un corso di inglese e di un corso dì terminologia tecnica, un nutrito numero di ufficiali, sottoufficiali e truppa del 3º Reggimento Artiglieria Missili furono inviati presso la Scuola d'Artiglieria dell'Esercito USA di Fort Sill in Oklahoma, per l'acquisizione del sistema missilistico MGM-52 "Lance".

Lì il 26 agosto 1974 si costituiva il Gruppo dì Formazione "Lance" della III Brigata Missili, che, dopo un intenso ciclo addestrativo, concludeva le sue attività con il lancio, il 5 e 6 dicembre 1974, di sei missili MGM-52 "Lance" nel Poligono Militare di White Sands nel Nuovo Messico.
Rientrato in Italia, nel dicembre 1974, il Gruppo dì Formazione "Lance" si innestava sul preesistente 3º Reggimento Artiglieria Missili, armato con MGR-1 "Honest John".

Missile tattico Lance della 3ª Brigata missili "Aquileia" in fase simulata di lancio da carrello LZL

Il 1º gennaio 1975 il 3º Reggimento Artiglieria Missili viene sciolto e ricostituito come 3º Gruppo Missili “Volturno”, ereditandone Bandiera e tradizioni il 30 settembre 1975, e ricevendo in dotazione il nuovo armamento MGM-52 "Lance", con sei lanciatori semoventi M-752, dotati sia di armamento convenzionale che nucleare, nell'aprile 1975, superava brillantemente tutte le prove valutative e il 27 luglio 1975 effettuava i primi lanci con il nuovo missile nel Poligono Sperimentale e di Addestramento Interforze del Salto di Quirra a Perdasdefogu in Sardegna; nella stessa data, il Reparto veniva dichiarato operativo.
Il sistema Lance era molto mobile ed era trasportato da un mezzo cingolato l'M-752, ricavato da un M-113 specificatamente modificato con una rampa di lancio che lo metteva in grado di trasportare e lanciare in maniera autonoma, un missile singolo. Era anche disponibile un lanciatore carrellato LZL che consentiva di lanciare il missile Lance senza usare il lanciatore cingolato. Per garantire una maggiore capacità di fuoco, ogni singolo lanciatore M-752 veniva seguito da un altro mezzo cingolato denominato M-688 che era adibito al trasporto di altri due missili pronti e da un carro-gru che aveva la funzione di ricaricare il lanciatore M-752.
A partire dalla seconda metà del 1975 il 3º Gruppo Missili “Volturno” era così costituito:
- Batteria Comando e Servizi;
- 1ª Batteria Missili;
- 2ª Batteria Missili;
- 3ª Batteria Missili;
- Batteria di controllo di tiro con radar aerologici.

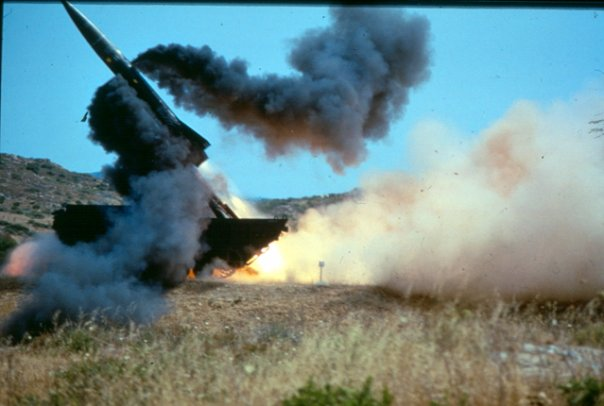
1985. Partenza di un missile Lance durante a campagna di lancio in Sardegna dal poligono di Capo San Lorenzo

Negli anni ottanta le testate nucleari MGM-52 "Lance", di proprietà statunitense, in sostituzione degli originari MGR-1 "Honest John", a disposizione della Brigata Missili erano nel numero di 42, mentre i vettori, di proprietà italiana, erano circa un centinaio.
Dotati di testate di potenza estremamente variabile, da 1 a 100 kilotoni, i MGM-52 "Lance" avevano una portata utile di 125 km e un raggio d'azione minimo di 5 km. Avevano una velocità supersonica di crociera di mach 3.
Il primo stock venne consegnato nel 1976; tra il 1981 ed il 1983 fu realizzata una versione a neutroni, che però non si sa se fu consegnata o meno a Vicenza.
Ogni anno veniva effettuata una campagna di lancio missili nel poligono sardo del Salto di Quirra.
Il 28 settembre 1992 il 3º Gruppo Missili “Volturno” è sciolto e riordinato il successivo 29 settembre 1992 come 3º Reggimento Artiglieria Pesante “Volturno”, armato con i lanciarazzi multipli MLRS.
Il 3º Reggimento Artiglieria Pesante “Volturno” sciolto il 1º dicembre 2001, viene ricostituito in stessa data, per trasformazione del 5º Reggimento Artiglieria Pesante Campale "Superga" di Udine, nella sede di Portogruaro con la denominazione di 5º Reggimento Artiglieria Pesante “Superga”.

### Le denominazioni
Altre dipendenze

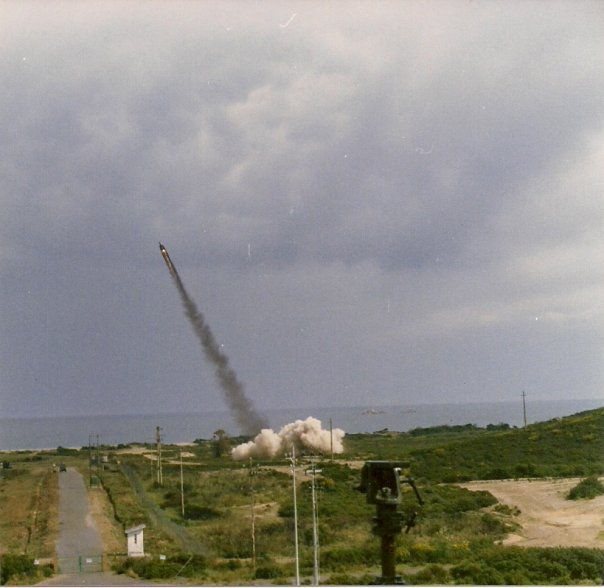
1988. Lancio di un missile Lance dal poligono di Capo San Lorenzo in Sardegna

- 09/08/1910 – 01/03/1920 = 8º Reggimento Artiglieria da Fortezza (Bologna)
- 01/03/1920 – 30/06/1923 = 6º Reggimento Artiglieria Pesante
- 30/06/1923 – 31/10/1926 = 6º Reggimento Artiglieria Pesante Misto
- 31/10/1926 – 01/10/1934 = 3º Reggimento Artiglieria Pesante
- 01/10/1934 – 08/09/1943 = 3º Reggimento Artiglieria d'Armata
- 01/11/1955 – 30/09/1959 = 3º Reggimento Artiglieria Pesante
- 30/09/1959 – 01/10/1959 = 3º Reggimento Artiglieria Pesante Missili

III Brigata Missili
- 01/10/1959 – 31/01/1962 = 3º Reggimento Artiglieria Pesante Missili
- 31/01/1962 – 01/01/1975 = 3º Reggimento Artiglieria Missili
- 01/01/1975 – 28/11/1977 = 3º Gruppo Missili “Volturno”

3ª Brigata Missili “Aquileia”
- 28/11/1977 – 01/12/1991 = 3º Gruppo Missili “Volturno”

3º Reggimento Artiglieria “Aquileia”
- 01/12/1991 – 28/09/1992 = 3º Gruppo Missili “Volturno”
- 29/09/1992 – 01/12/2001 = 3º Reggimento Artiglieria Pesante “Volturno”

Altre dipendenze
- 01/12/2001 – oggi = 5º Reggimento Artiglieria Pesante “Superga” (Portogruaro)

### I Comandanti

1980 ca. Autocolonna di M55 del 3º Gruppo artiglieria missili "Volturno" durante un'esercitazione NATO in Veneto

- 1975-1977: Ten. Col. Antonio Colluto;
- 1977-1978: Ten. Col. Silvio Principi, vicecomandante fino al 1977;
- 1978-1980: Ten. Col. Francesco Meterangelo;
- 1980-1981: Ten. Col. Antonio Muscio;
- 1981-1983: Ten. Col. Enrico Cocucci;
- 1983-1984: Ten. Col. Silvio Torre;
- 1984-1986: Ten. Col. Giovanni Marinelli, capitano capo centro tiro nel 1975-76..
- 1986-1988: Ten. Col. Giovanni Afferri, capitano comandante batteria comando 1975-76;
- 1988-1990: Ten. Col. Nazzareno Vagnoni, capitano comandante batteria comando 1976-77;
- 1990-1991: Ten. Col. Salvatore Garro; giovane capitano nel 1976..
- 1991-1992: Ten. Col. Luciano Salomoni.

Nominativi di alcuni ufficiali in forza al 3º gruppo missili Volturno nel periodo 1975-1976:
- Cap. Pennuto comandante della 2ª batteria missili
- Ten. Comello (raffermato) comandante della sezione trasmissioni della batteria comando
- Ten. Cotizia responsabile al vettovagliamento della compagnia fanteria fucilieri aggregata al 3ºGruppo Missili Volturno
- Ten. Palazzetti (in s.p.e.) comandante della sezione topografica della batteria comando e servizi (BCS)
- Ten. Vernazza comandante della sezione comando della 2ª batteria missili
- S.Ten. Nicolisi (di complemento) facente funzioni di comandante della sezione comando della batteria comando e servizi (BCS)